# Корбей-Ессонн Східний
Корбе́й-Ессо́нн Схі́дний (фр. Corbeil-Essonnes-Est) — кантон у Франції, в департаменті Ессонн регіону Іль-де-Франс.

## Склад кантону
Кантон включає в себе 1 муніципалітет:
| Муніципалітет  | Площа | Населення, осіб | Рік  |
| -------------- | ----- | --------------- | ---- |
| Корбей-Ессонн* | 5,97  | 19926           | 2007 |

* лише східна частина міста Корбей-Ессонн

## Консули кантону
| Період    | Консул            | Посада                                   |
| --------- | ----------------- | ---------------------------------------- |
| 1988—2004 | Serge Dassault    | Сенатор-мер муніципалітету Корбей-Ессонн |
| 2004—2008 | Jean-Michel Fritz | Член ради муніципалітету Корбей-Ессонн   |
| 2008—2014 | Carlos da Silva   | Член ради муніципалітету Корбей-Ессонн   |

| Франція | Це незавершена стаття з географії Франції. Ви можете допомогти проєкту, виправивши або дописавши її. |